# Zjadunka (vattendrag i Belarus, lat 53,40, long 32,58)
Zjadunka (vitryska: Жадунька) är ett vattendrag i Belarus. Det ligger i den östra delen av landet, 300 km öster om huvudstaden Minsk.
Omgivningarna runt Zjadunka är en mosaik av jordbruksmark och naturlig växtlighet. Runt Zjadunka är det glesbefolkat, med 19 invånare per kvadratkilometer.